# Paracheirodon simulans
Cá neon xanh (Danh pháp khoa học: Paracheirodon simulans) là một loài cá trong họ Characidae. Cá neon xanh là loại cá neon phổ biến hiện nay được chọn nuôi trong bể thủy sinh, chúng bơi thành đàn tạo thành những vệt sáng huỳnh quang long lanh trong bể thủy sinh. Cá phân bố ở Nam Mỹ.

## Đặc điểm
Chiều dài cá từ 3 – 4 cm, chúng sống trong nhiệt độ nước từ 20 – 26 0c, Độ cứng nước từ 5 – 20 (dH), Độ pH:5,0 – 7,0, cá sống ở tầng nước giữa. Cá ăn tạp từ mùn bã thực vật đến giáp xác, côn trùng, trùng chỉ, bo bo, thức ăn viên cỡ nhỏ.

## Sinh sản
Chúng khá khó sinh sản, đòi hỏi yếu tố môi trường (pH nước 5,5 – 6,5; dH 1 – 5, ánh sáng yếu; nhiệt độ 23 – 26 độ C), hệ thống lọc nước nhân tạo. Cá đẻ theo nhóm hay từng cặp, đẻ trứng phân tán, trứng có tính dính, chọn giá thể là cây thủy sinh. Cần tách trứng ra sớm để tránh cá bố mẹ ăn trứng.